# Vejlby
 For alternative betydninger, se Vejlby (flertydig). (Se også artikler, som begynder med Vejlby)
Vejlby er en bydel i Aarhus, beliggende ca. 5 km nord for Aarhus C.
Vejlby er en del af Vejlby-Risskov med 26.692 indbyggere 1. oktober 2018.

## Historie
Den var oprindelig en selvstændig by og fik sit navn (ældre dansk vedel 'vadested') på grund af Egåen, der i gamle dage oversvømmede de lavtliggende arealer i sognets nordøstlige hjørne. Bebyggelsens middealderlige kerne (og kirken) ligger på en ca. 50 meter høj bakke i sognets midte.
Vejlby landsby bestod i 1682 af 30 gårde og 7 huse med jord. Det samlede dyrkede areal udgjorde 933,8 tønder land skyldsat til 185,04 tønder hartkorn. Dyrkningsformen var trevangsbrug.
På grund af sin nærhed til Aarhus voksede befolkningen eksplosivt i løbet af det 20. århundrede. Ikke mindst lavlandet ned mod Aarhus Bugten, det såkaldte Vejlby Fed, tiltrak mange nybyggere fra Aarhus. Den bebyggelse, der lå i sognets sydøstlige del, fik navnet Risskov efter skoven Riis Skov umiddelbart mod syd, men på den aarhusianske side. Sognekommunen blev herefter i 1929 omdøbt til Vejlby-Risskov Kommune. Den blev ved kommunesammenlægningen i 1970 indlemmet i Aarhus Kommune.

## Eksterne links
- Wikimedia Commons har flere filer relateret til Vejlby